# Андерс Екстрем
Андерс Екстрем  (швед. Anders Ekström; 16 січня 1981) — шведський яхтсмен, олімпійський медаліст.

## Виступи на Олімпіадах
| Олімпіада  | Дисципліна | Місце |
| ---------- | ---------- | ----- |
| Афіни 2004 | Зоряний    | 12    |
| Пекін 2008 | Зоряний    | 3     |